# Cherokee Phoenix

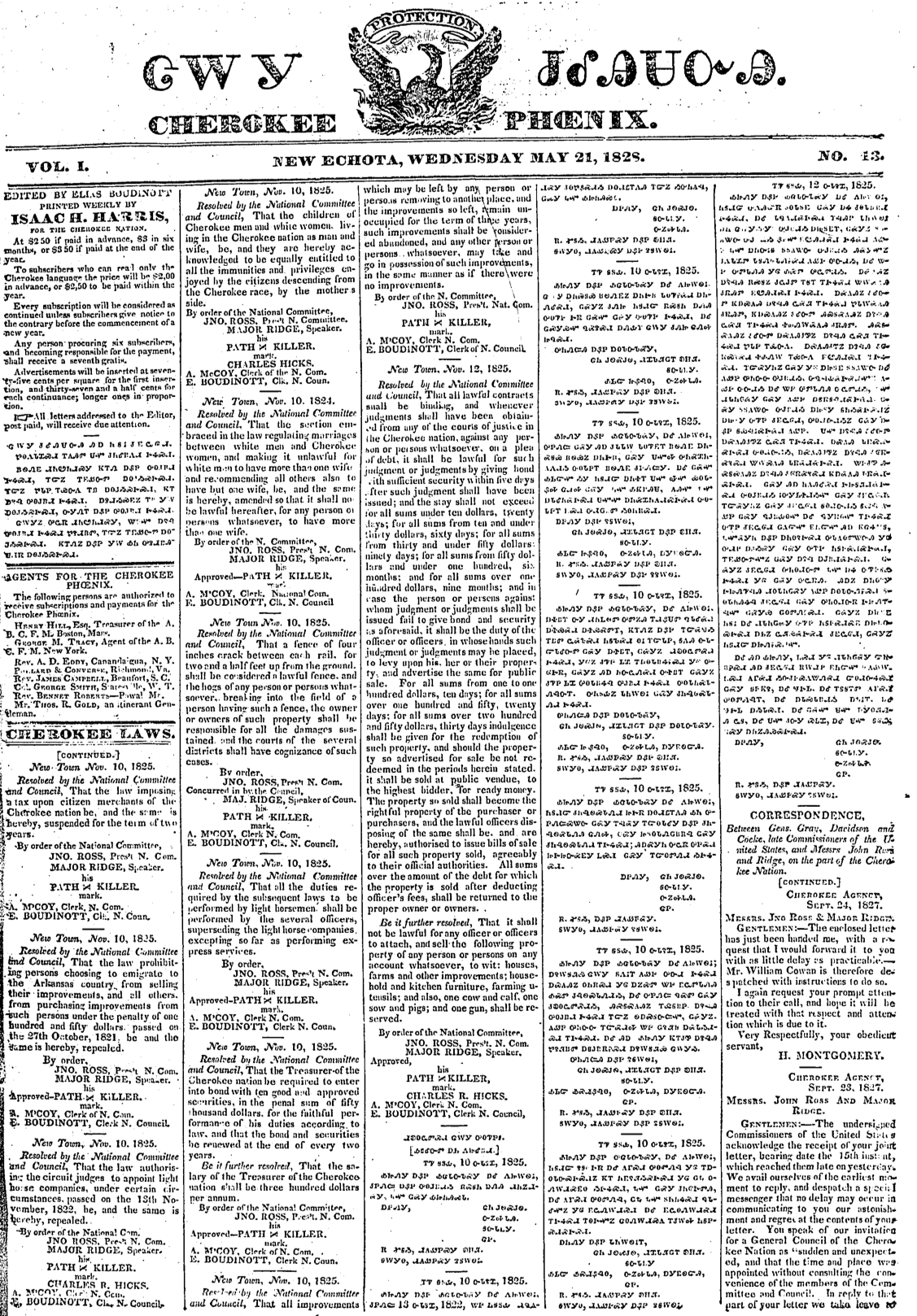
Erste Seite der Ausgabe des Cherokee Phoenix vom 21. Mai 1828

Der Cherokee Phoenix (ᏣᎳᎩ ᏧᎴᎯᏌᏅᎯ, Tsalagi Tsulehisanvhi, ab 1829 Cherokee Phoenix and Indians' Advocate) war die erste Zeitung, die von Indianern in den USA herausgegeben wurde.

## Entstehung
Die erste Ausgabe der Zeitung erschien am 21. Februar 1828 in New Echota, der damaligen Hauptstadt der Cherokee Nation im heutigen Georgia. Der Rat der Cherokee Nation bestimmte einen Mann aus der Führungsschicht der Cherokee zum Herausgeber des Cherokee Phoenix, der in der folgenden Zeit in Englisch und Cherokee regelmäßig wöchentlich erscheinen sollte.
In der Sprache der Cherokee hieß dieser Mann Galagina Oowatie, sein englischer Name war Elias Boudinot (1802–1839). Diesen Namen hatte er von Elias Boudinot Jr. (1740–1821) übernommen, der ihm eine Ausbildung zum Missionar finanziert hatte. Nach seiner Ausbildung zum Missionar übersetzte er das Neue Testament in die Cherokee-Sprache.
Dass die Zeitung in beiden Sprachen gedruckt wurde, war nur möglich, weil zwischen 1809 und 1821 von Sequoyah die Cherokee-Silbenschrift entwickelt worden war. So konnte der Rat der Cherokee den Missionar Samuel Worcester beauftragen, die nötigen Bleilettern für das Cherokee-Alphabet zu gießen.

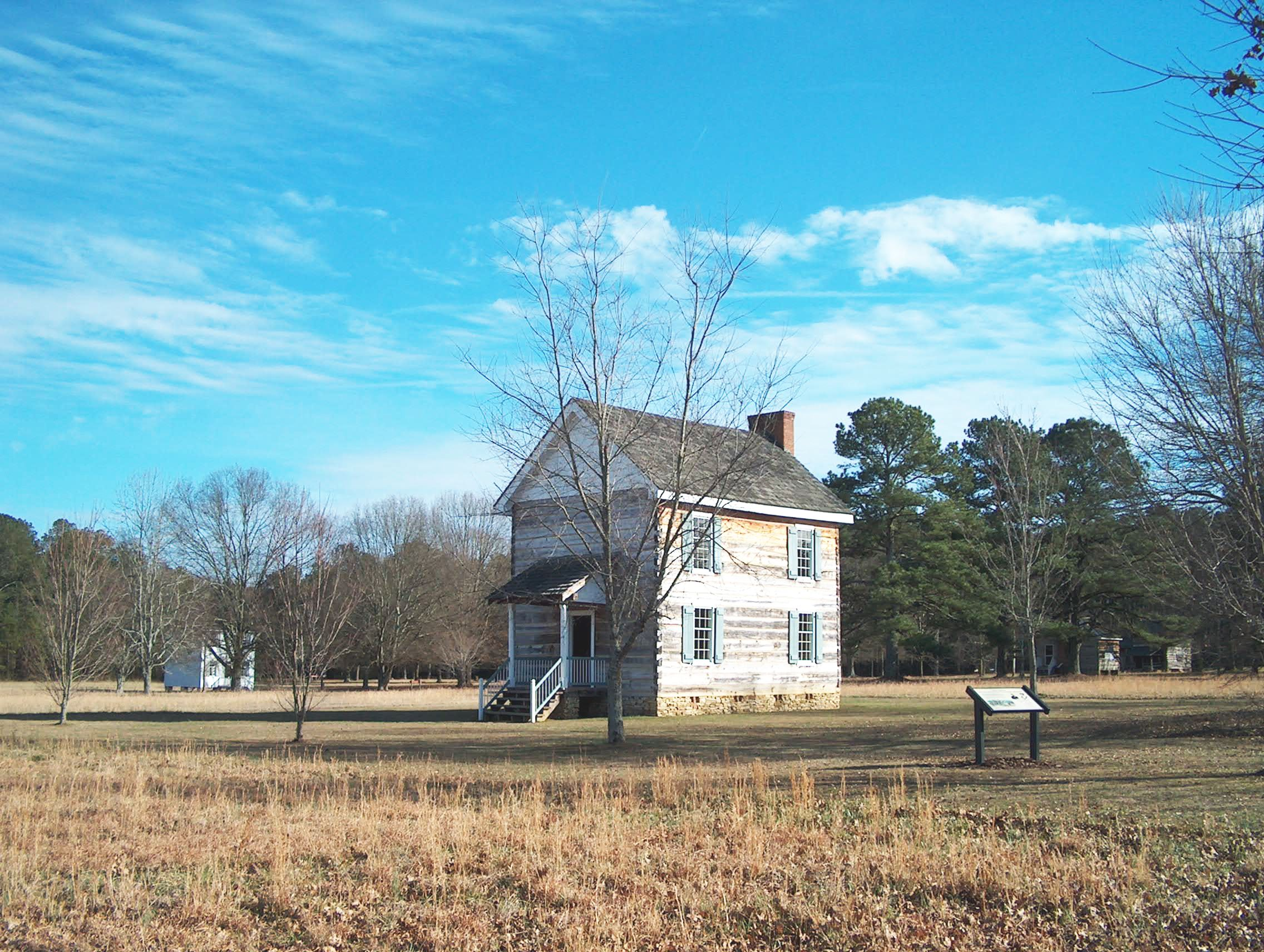
New Echota, das (rekonstruierte) Gebäude, in dem von 1828 bis 1834 der Cherokee Phoenix gedruckt wurde

Die Zeitungsgründung steht mit der Präsidentschaft Andrew Jacksons in Zusammenhang und vor allem mit dem Indian Removal Act von 1830. Mit diesem Gesetz wurden wenige Jahre später die meisten Indianer, die ostwärts des Mississippi lebten, westwärts vertrieben (s. Pfad der Tränen). Die erste Ausgabe erschien am 21. Februar 1828. Damit wurde das Blatt in den Jahren gegründet, in denen auch andere wichtige Zeitungen erstmals erschienen, wie der Charleston Mercury (1822), die New York Evening Post (1829) und die New York Sun (1833). 
Entsprechend seinen Zielvorstellungen berichtete das Blatt von politischen und juristischen Entscheidungen, die die Cherokee betrafen, auch vom Indian Removal Act, der die Vertreibung der Cherokee und anderer Stämme nach Westen vorsah, und von religiösen Gruppen. Den Druck übernahm ein Isaac H. Harris.

## Herausgeberwechsel und Einstellung
Die Spannungen innerhalb der Cherokee über Verbleib oder Weggang nahmen zu, insbesondere zwischen John Ross, der bei den Cherokee Guwisguwi hieß, und Elias Boudinot. Ross war seit 1828 Chef der Cherokee und ein scharfer Gegner des Weggangs aus den angestammten Gebieten, wohingegen Boudinot immer mehr einen Wegzug befürwortete, weil er einsah, dass seinen Assimilierungsbemühungen kein Erfolg beschert war.
Am 1. August 1832 musste Boudinot auf Druck von Ross als Herausgeber zurücktreten und wurde durch Elijah Hicks, den Schwager von Ross, ersetzt.
Unter dem neuen Herausgeber wurde nun gegen den Weggang opponiert. Durch die Gegnerschaft zur föderalen Regierungspolitik kam das Blatt bald in Schwierigkeiten, die Finanzmittel gingen aus und am 31. Mai 1834 musste das Blatt schließlich sein Erscheinen ganz einstellen, nachdem die Publikation von Seiten des Bundesstaates Georgia untersagt worden war. Insgesamt waren 409 Ausgaben erschienen.
Elias Boudinot, der gehofft hatte, durch kulturelle Anpassung („Zivilisierung“) zu verhindern, dass die Cherokee zwangsweise umgesiedelt wurden, unterzeichnete dennoch gemeinsam mit ca. 500 anderen Cherokee einen Vertrag mit den USA, der als Treaty of New Echota (Vertrag von New Echota) bekannt wurde. Die Mehrheit des Stammes wollte sich jedoch keineswegs fügen und hat den Vertrag nie unterzeichnet. Unter militärischem Druck musste sie jedoch den Pfad der Tränen antreten, der rund 4.000 der 10.000 Cherokee das Leben kostete. 
Boudinot, als einer der treibenden Kräfte der sogenannten Ridge-Faction, die für die Vertragsunterzeichnung gestimmt hatten, wurde von den Leuten der Ross-Faction zur Rechenschaft gezogen, welche die Vertreibung der Cherokee aus ihrem angestammten Gebieten als Kapitalverbrechen betrachteten. Am 22. Juni 1839 wurde Boudinot in Oklahoma von einem der Gegner des Vertrags und der erfolglosen Anpassungspolitik erstochen. Dasselbe Schicksal ereilte auch Major Ridge und anderen Vertreter der Ridge-Faction. Stand Watie hingegen, ein jüngerer Bruder von Elias Boudinot, der ebenfalls für die Zwangsumsiedlung bezahlen sollte, konnte als einziger entkommen und wurde später ein wichtiger Gegenspieler von John Ross und ebenfalls von 1862 bis 1866 dessen Nachfolger als oberster Chief der Cherokee-Nation.

## Wiederbelebung
Im 20. Jahrhundert wurde die Zeitung in Tahlequah, der heutigen Hauptstadt der Cherokee-Nation, wiederbelebt. Sie erscheint seit 2007 monatlich und auf Englisch.